# Jun Wang
Jun Wang, né le 4 juin 1976 à Pékin, est un ingénieur du monde de la recherche spécialiste de génomique.

## Biographie
Jun Wang est le directeur et fondateur du BGI (Beijing Genomics Institute), fondé en 1999. Il est notamment célèbre en Chine pour ses recherches en bio-informatique et génomique. Il a largement contribué à l'expansion de son département.
Après avoir étudié de 1992 à 1997 au lycée de Science Naturelle de Pékin, il fait sa thèse jusqu'en 1999 sur l'analyse structurelle des gènes.
Entre les années 2000 et 2007, il devient assistant de recherche à l'université de biochimie de Californie avant d'y devenir principal adjoint de recherche.

## Parcours
Il étudie de 1992 à 1997 au Lycée de Science naturelle de Pékin, en Chine, années durant lesquelles il se spécialise peu à peu dans ce qui allait devenir son domaine de prédilection, la génomique. Durant les années allant de 1996 à 1999, il passe sa thèse portant sur les nouvelles méthodes de simulations informatiques et chimiques et l'analyse structurelle fondée sur des structures protéiques.
L'année qui suit donne naissance au BGI dont le docteur Jun Wang est l'un des principaux fondateurs.
De 2000 jusqu'à 2007, il devient assistant de recherche à l'université des sciences et technologies de Chine et travaille notamment sur l'amélioration de la méthode d'échantillonnage pour calculer les énergies libres et la conception d'une méthode fondée sur la probabilité dite bayésienne pour la prédiction de la nature des protéines.
De 2007 à 2010, il devient boursier postdoctoral à l'université de biologie moléculaire de Californie. Durant ces quelques années, il étudie le mécanisme de fibrilles amyloïdes par simulations moléculaires et paramètre le modèle moléculaire polarisable électrostatique par simulations dynamiques.
Par la suite, de 2010 jusqu'à aujourd'hui, il devient adjoint principal de projet scientifique au BGI.

## Recherche

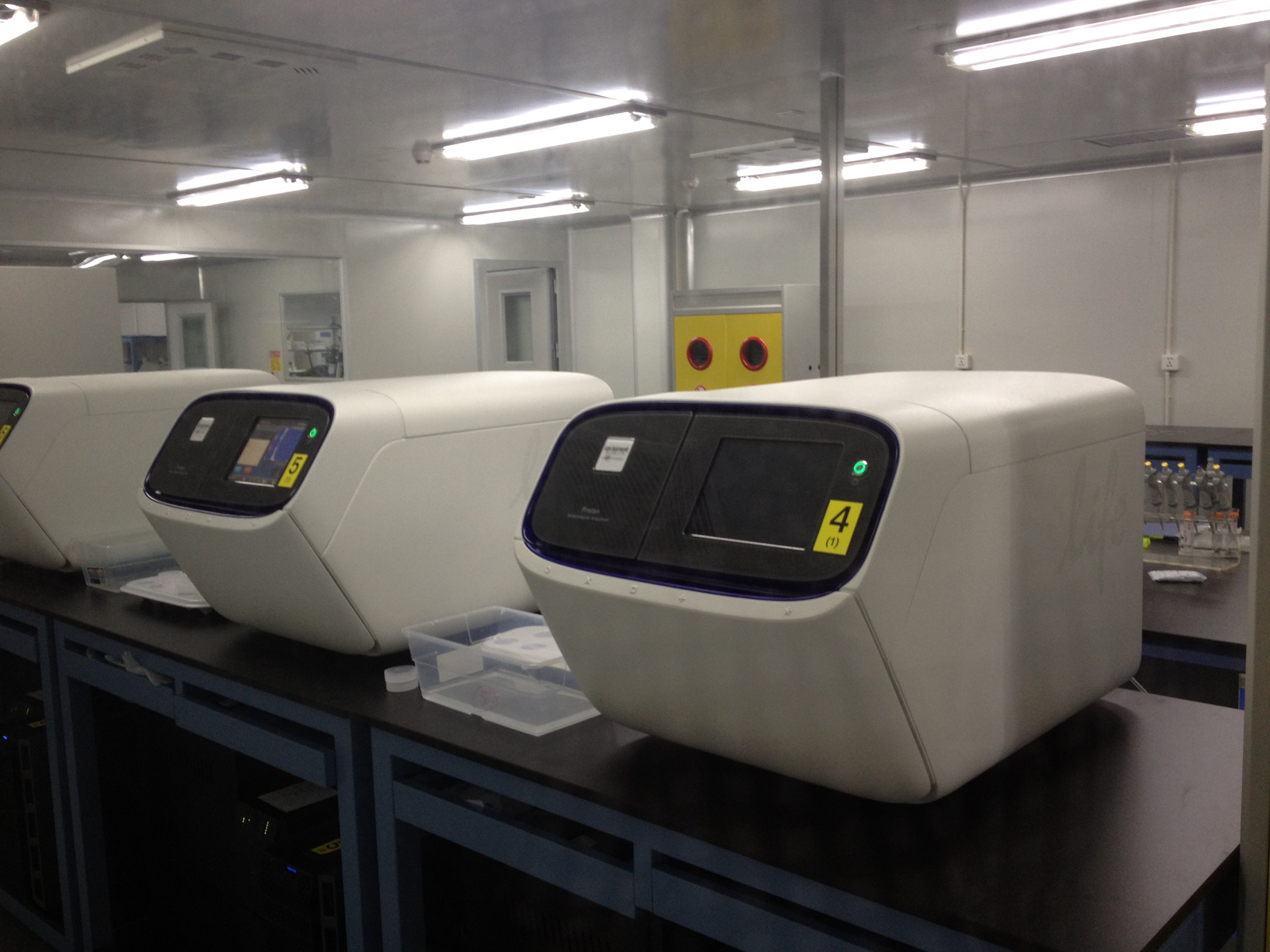
Laboratoire du BGI, Pékin

Depuis 1999, il dirige le Beijing Genomics Institute à Pékin. Professeur en bio-informatique et génomique, il est largement reconnu en Chine pour ses travaux de décodage du génome humain, premier département de recherche dans le monde à se consacrer au domaine de la génomique. Il est également titulaire d'un contrat d'enseignement à Copenhague, il a été élu parmi les dix recherches scientifiques les plus prometteuses en Chine[réf. nécessaire]. Ses recherches portent sur l'analyse bio-informatique des maladies complexes et des cultures agricoles dans le but de développer des applications en utilisant l'information génomique. 
Grâce à l'informatique, il a revisité le génome humain et cherche actuellement de potentielles applications médicales futures. Il a déjà analysé 1 % du génome humain, et cherche à en analyser plus.

## Jun Wang et la médecine prédictive
Les recherches de Jun Wang s'orientent principalement vers le domaine de la médecine prédictive, c'est-à-dire comment prévenir une population ou un échantillon de population d'une maladie à conséquences héréditaires ou non, comment agir sur le séquençage des gènes pour développer une immunité naturelle et prévenir certaines maladies. L'individualité de chacun est codée en nous dans les molécules HLA qui défendent l'organisme contre les agressions extérieures en permettant de distinguer entre ce qui est le soi et ce qui est le non-soi. Les associations de gènes à caractères potentiellement instables pour une population permet de définir les bases de la médecine préventive dans laquelle exerce Jun Wang.
Une médecine ne peut avant toute chose être prédictive que si l'individu que l'on examine n'a aucune prédisposition à une éventuelle pathologie, on cherche à remonter le séquençage des gènes plus loin pour les dépister avant que ces critères ne puissent se manifester. Ainsi donc le concept concerne tout sujet que l'examen clinique ou même les examens complémentaires les plus précis déclarent l'individu indemne de toute affection redoutée.

## Récompenses
- Il a été élu parmi les dix meilleurs chercheurs de Chine[réf. nécessaire] pour le premier séquençage génomique du BGI (2008)
- Prix pour la collaboration de recherche sino-danoise (2007)
- Élu parmi les dix meilleurs recherches scientifiques de Chine (BGI’s Research on SARS) (2003)